# Paul Bor
Paul Bor (né le 16 avril 1877 dans le 9e arrondissement de Paris, mort le 27 mars 1921 dans le 1er arrondissement de Paris,) est un ancien coureur cycliste français, professionnel de 1886 à 1900.

## Biographie
En septembre 1899, il bat le record du monde de l'heure avec entraîneurs, en couvrant 58,053 km dans l'heure, sur la piste du vélodrome du parc des Princes. 
Il participe à la course Bordeaux-Paris en juin 1900.
Il fonde en 1905, le Club sportif international (CSI).
Il joue également au football au Racing.
Il meurt à 43 ans à la suite d'une longue maladie à son domicile, au no 10 rue de Richelieu à Paris. Ses obsèques sont célébrées à l'église Saint-Roch de Paris.
Son nom est donné à un prix du vélodrome municipal de Vincennes.

## Palmarès
- 1896
  - Paris-Rouen[7]
- 1899
  - 2e de Paris-Roubaix
- 1900
  - 3e du 25 km des Jeux olympiques de Paris 1900[8]